# Veronika Bicker
Veronika Bicker (* 1978 in Karlsruhe) ist eine deutsche Autorin.

## Leben
Veronika Bicker studierte bis 2006 Ökologie. Sie lebt in Stolberg bei Aachen.

## Werk
Veronika Bicker schreibt seit ihrer Schulzeit und veröffentlichte seit 2001 Geschichten in Fanzines und Anthologien. Von 2008 bis 2017 erschienen insgesamt fünf Thriller von ihr, darunter mit Schmetterlingsschatten auch ein Jugendbuch, welches 2013 ins slowakische übersetzt wurde. 2018 veröffentlichte sie zwei Science-Fiction-Kurzromane in der Reihe Die neunte Expansion. 2019 erschien mit Das Glück liegt hinterm Hühnerstall ein humorvoller Roman. 2021 folgte mit Flucht durch den Weltenriss ein Fantasyroman.

## Bibliographie

### Einzelromane
- Schmetterlingsschatten. Arena Verlag, Würzburg 2008, ISBN 978-3-401-80029-5.
- Denn die Nacht bringt das Meer. Acabus Verlag, Hamburg 2017, ISBN 978-3-86282-500-4.
- Das Glück liegt hinterm Hühnerstall. Edel Elements, Hamburg 2019, ISBN 978-3-96215-252-9.
- Flucht durch den Weltenriss. Wurdack Verlag, Nittendorf 2021, ISBN 978-3-95556-139-0.

### Optimum Trilogie
- Optimum – Blutige Rosen. Egmont INK, Köln 2012, ISBN 978-3-86396-539-6.
- Optimum – Kalte Spuren. Egmont INK, Köln 2013, ISBN 978-3-86396-540-2.
- Optimum – Purpurnes Wasser. Egmont INK, Köln 2013, ISBN 978-3-86396-541-9.

### Die neunte Expansion – Der Loganische Krieg
- D9E – Der Loganische Krieg #4: Falsches Spiel. Wurdack Verlag, Nittendorf 2018, ISBN 978-3-95556-143-7.
- D9E – Der Loganische Krieg #8: Zwischen allen Fronten. Wurdack Verlag, Nittendorf 2018, ISBN 978-3-95556-147-5.

### Kurzgeschichte (Auswahl)
- Brüderlich geteilt in Das Tarot. Verlag Torsten Low, Meitingen 2013. ISBN 978-3-940036-20-9.